# Camisia invenusta
Camisia invenusta är en kvalsterart som först beskrevs av Michael 1888.  Camisia invenusta ingår i släktet Camisia och familjen Camisiidae. Inga underarter finns listade.